# Новобіла (Кантемирівський район)
Новобіла (рос. Новобелая) — село Кантемирівського району Воронізької області. Утворює окреме Новобілянське сільське поселення.
Населення становить 1518 осіб за переписом 2010 року (708 чоловічої статі та 810 — жіночої).
Неподалік від села розташований пункт пропуску на кордоні з Україною Новобіла—Новобіла.

## Історія
За даними 1859 року на казенному хуторі Богучарського повіту Воронізької губернії мешкало 4608 осіб (2278 чоловічої статі та 2330 — жіночої), налічувалось 560 дворових господарств, існували православна церква, парафіяльне училище, відбувався щорічний ярмарок ярмарок.
Станом на 1886 рік у колишній державній слободі, центрі Ново-Білянської волості, мешкало 5200 осіб, налічувалось 689 дворових господарств, існувала православна церква, школа, 7 лавок, паровий млин, 64 вітряних млини, відбувались 4 ярмарки на рік.
За переписом 1897 року кількість мешканців зросла до 5469 осіб (2770 чоловічої статі та 2699 — жіночої), з яких 5465 — православної віри.
За даними 1900 року у слободі мешкало 6192 особи (3364 чоловічої статі та 2828 — жіночої) переважно українського населення, налічувалось 815 дворових господарств, існували 2 православні церква, земська й церковно-парафіяльна школа, водяний і 13 вітряних млинів, 2 мануфактурні, 3 дріб'язкові, 3 залізні, шкіряна й винна лавки, шинок, відбувалось 5 ярмарків на рік й базари.